# Cinclodes
Cinclodes – rodzaj ptaków z podrodziny garncarzy (Furnariinae) w rodzinie garncarzowatych (Furnariidae).

## Zasięg występowania
Rodzaj obejmuje gatunki występujące w Ameryce Południowej.

## Morfologia
Długość ciała 15–24 cm; masa ciała 22–109 g.

## Systematyka

### Etymologia
Cinclodes: rodzaj Cinclus Bechstein, 1802 (pluszcz), od gr. κιγκλος kinklos „nieznany brzegowy ptak” (tu użyte w znaczeniu „pliszka”); gr. -οιδης -oides „przypominający”.

### Podział systematyczny
Do rodzaju należą następujące gatunki:
- Cinclodes pabsti Sick, 1969 – trzęsiogon długosterny
- Cinclodes palliatus (von Tschudi, 1844) – trzęsiogon białobrzuchy
- Cinclodes patagonicus (J.F.Gmelin, 1789) – trzęsiogon ciemnobrzuchy
- Cinclodes taczanowskii von Berlepsch & Stolzmann, 1892 – trzęsiogon Taczanowskiego
- Cinclodes nigrofumosus (d’Orbigny & Lafresnaye, 1839) – trzęsiogon ciemny
- Cinclodes excelsior P.L. Sclater, 1860 – trzęsiogon krzywodzioby
- Cinclodes aricomae (Carriker, 1932) – trzęsiogon grubodzioby
- Cinclodes comechingonus Zotta & Gavio, 1945 – trzęsiogon rdzawoskrzydły
- Cinclodes albidiventris P.L. Sclater, 1860 – trzęsiogon północny
- Cinclodes albiventris (R.A. Philippi Sr. & Landbeck, 1861) – trzęsiogon białogardły
- Cinclodes atacamensis (R.A. Philippi, Sr., 1857) – trzęsiogon białoskrzydły
- Cinclodes olrogi Nores & Yzurieta, 1979 – trzęsiogon skalny
- Cinclodes oustaleti W.E.D. Scott, 1900 – trzęsiogon szaroboczny
- Cinclodes fuscus (Vieillot, 1818) – trzęsiogon prążkoskrzydły
- Cinclodes antarcticus (Garnot, 1826) – trzęsiogon czarniawy